# 周后元
周后元（1932年12月22日—2013年10月29日），湖南衡南人，中国药物化学专家，上海医药工业研究院化学合成室研究员、博士生导师，中国工程院院士。先后主持糖精、维生素A、维生素B6等重大医药产品的合成研究及工业化工作。

## 生平
1956年毕业于沈阳药科大学。1995年当选为中国工程院医药与卫生工程学部院士。